# Ferrière-la-Grande
Ferrière-la-Grande – miejscowość i gmina we Francji, w regionie Hauts-de-France, w departamencie Nord.
Według danych na rok 1990 gminę zamieszkiwało 5746 osób, a gęstość zaludnienia wynosiła 574 osób/km² (wśród 1549 gmin regionu Nord-Pas-de-Calais Ferrière-la-Grande plasuje się na 151. miejscu pod względem liczby ludności, natomiast pod względem powierzchni na miejscu 323.).